# Стоуні-Крік (Нью-Йорк)
Стоуні-Крік (англ. Stony Creek) — місто (англ. town) в США, в окрузі Воррен штату Нью-Йорк. Населення — 758 осіб (2020).

## Демографія
Згідно з переписом 2010 року, у місті мешкало 767 осіб у 333 домогосподарствах у складі 215 родин. Було 585 помешкань
Расовий склад населення:
| - 95,4 % — білих - 0,7 % — чорних або афроамериканців - 0,5 % — азіатів - 0,3 % — корінних американців |

До двох чи більше рас належало 3,0 %. Частка іспаномовних становила 3,0 % від усіх жителів.
За віковим діапазоном населення розподілялося таким чином: 16,3 % — особи молодші 18 років, 63,6 % — особи у віці 18—64 років, 20,1 % — особи у віці 65 років та старші. Медіана віку мешканця становила 48,4 року. На 100 осіб жіночої статі у місті припадало 102,9 чоловіків;  на 100 жінок у віці від 18 років та старших — 103,2 чоловіків також старших 18 років.
Середній дохід на одне домашнє господарство  становив 56 048 доларів США (медіана — 49 583), а середній дохід на одну сім'ю — 67 495 доларів (медіана — 63 558). Медіана доходів становила 41 591 долар для чоловіків та 34 167 доларів для жінок. За межею бідності перебувало 8,2 % осіб, у тому числі 3,5 % дітей у віці до 18 років та 12,6 % осіб у віці 65 років та старших.
Цивільне працевлаштоване населення становило 283 особи. Основні галузі зайнятості: освіта, охорона здоров'я та соціальна допомога — 36,0 %, роздрібна торгівля — 14,1 %, будівництво — 12,0 %, мистецтво, розваги та відпочинок — 10,2 %.